# Villemaur-sur-Vanne
Villemaur-sur-Vanne és un municipi francès situat al departament de l'Aube i a la regió del Gran Est. L'any 2007 tenia 483 habitants.

## Demografia

### Població
El 2007 la població de fet de Villemaur-sur-Vanne era de 483 persones. Hi havia 198 famílies de les quals 52 eren unipersonals (28 homes vivint sols i 24 dones vivint soles), 71 parelles sense fills i 75 parelles amb fills.
La població ha evolucionat segons el següent gràfic:
Habitants censats

### Habitatges
El 2007 hi havia 256 habitatges, 199 eren l'habitatge principal de la família, 35 eren segones residències i 22 estaven desocupats. 252 eren cases i 4 eren apartaments. Dels 199 habitatges principals, 169 estaven ocupats pels seus propietaris, 27 estaven llogats i ocupats pels llogaters i 3 estaven cedits a títol gratuït; 2 tenien una cambra, 8 en tenien dues, 33 en tenien tres, 52 en tenien quatre i 103 en tenien cinc o més. 97 habitatges disposaven pel capbaix d'una plaça de pàrquing. A 80 habitatges hi havia un automòbil i a 98 n'hi havia dos o més.

### Piràmide de població
La piràmide de població per edats i sexe el 2009 era:
| Homes | Edats   | Dones |
| ----- | ------- | ----- |
| 0     | 95 o +  | 0     |
| 0     | 90 a 94 | 0     |
| 4     | 85 a 89 | 16    |
| 4     | 80 a 84 | 0     |
| 20    | 75 a 79 | 12    |
| 12    | 70 a 74 | 20    |
| 12    | 65 a 69 | 12    |
| 8     | 60 a 64 | 16    |
| 20    | 55 a 59 | 4     |
| 12    | 50 a 54 | 12    |
| 16    | 45 a 49 | 12    |
| 16    | 40 a 44 | 12    |
| 12    | 35 a 39 | 12    |
| 12    | 30 a 34 | 8     |
| 4     | 25 a 29 | 8     |
| 4     | 20 a 24 | 8     |
| 12    | 15 a 19 | 32    |
| 12    | 10 a 14 | 0     |
| 4     | 5 a 9   | 8     |
| 8     | 0 a 4   | 4     |

## Economia
El 2007 la població en edat de treballar era de 296 persones, 222 eren actives i 74 eren inactives. De les 222 persones actives 205 estaven ocupades (106 homes i 99 dones) i 17 estaven aturades (8 homes i 9 dones). De les 74 persones inactives 30 estaven jubilades, 20 estaven estudiant i 24 estaven classificades com a «altres inactius».

### Ingressos
El 2009 a Villemaur-sur-Vanne hi havia 213 unitats fiscals que integraven 506 persones, la mediana anual d'ingressos fiscals per persona era de 17.854 €.

### Activitats econòmiques
Dels 17 establiments que hi havia el 2007, 1 era d'una empresa alimentària, 2 d'empreses de fabricació d'altres productes industrials, 6 d'empreses de construcció, 4 d'empreses de comerç i reparació d'automòbils, 2 d'empreses d'hostatgeria i restauració, 1 d'una empresa de serveis i 1 d'una entitat de l'administració pública.
Dels 6 establiments de servei als particulars que hi havia el 2009, 1 era un paleta, 1 fusteria, 3 lampisteries i 1 restaurant.
L'únic establiment comercial que hi havia el 2009 era una fleca.
L'any 2000 a Villemaur-sur-Vanne hi havia 10 explotacions agrícoles.

## Equipaments sanitaris i escolars
El 2009 hi havia 1 escola maternal integrada dins d'un grup escolar amb les comunes properes formant una escola dispersa i 1 escola elemental integrada dins d'un grup escolar amb les comunes properes formant una escola dispersa.

## Poblacions més properes
El següent diagrama mostra les poblacions més properes.